# مايكل هانتر (ملاكم أمريكي)
مايكل هانتر (بالإنجليزية: Michael Hunter)‏ (ولد: 10 يوليو 1988 في فان نويس، كاليفورنيا، الولايات المتحدة - )؛ هو ملاكم محترف أمريكي يصنف ضمن فئة الوزن الثقيل بدأ مسيرته الاحترافية سنة 2013 حيث انتصر في نزاله الأول. شارك في دورة الألعاب الأولمبية الصيفية سنة 2012.

## إحصائيات
خاض خلال مسيرته 23 نزالا، فاز في 20 ولم يخسر. فاز بالضربة القاضية في 14 نزالا.

## روابط خارجية
- مايكل هانتر على موقع بوكس ريك (الإنجليزية) (registration required)
- مايكل هانتر على موقع اللجنة الأولمبية الدولية (الإنجليزية)
- مايكل هانتر على موقع أوليمبيديا (الإنجليزية)